# Castro de Santa Trega
O Castro de Santa Trega é um castro e um sítio arqueológico que se encontra no contorno do monte de Santa Teclaconcelho da Guarda província de Pontevedra. Pertencente à cultura castreja e o mais emblemático e visitado dos castros galegos. Foi declarado Monumento Histórico Artístico Nacional em 1931 e também tem a consideração de Bem de Interesse Cultural.
O castro, segundo a tese mantida por de la Peña Santos, diretor das últimas campanhas de escavações arqueológicas na década de 1980, teve uma ocupação continuada entre o século I a.C., ao pouco de começar o processo de romanização da Galiza, e o século I d.C., e que a partir desse momento começou um lento processo de abandono, que bem pôde ter sido interrompido por reocupações esporádicas temporárias em época tardo-romana. Foram encontrados também petróglifos, em várias das pedras do monte, elaborados por volta de 2000 anos antes da ocupação do castro.

## Situação
Situa-se no monte de Santa Trega, de 341 m de altitude, no extremo mais a Sudoeste da Galiza, no concelho da Guarda, num lugar privilegiado desde o que domina a desembocadura do rio Minho. O monte tem umas ladeiras muito pronunciadas, com um domínio visual do contorno que fez dele, possivelmente, um lugar estratégico destacado desde muito antes do levantamento do castro.

## Escavações arqueológicas
Embora a população da Guarda devesse ter conhecimento da existência de vestígios de antigas edificações no monte desde faz muito tempo, em 1745, quando o Padre Sarmiento visitou A Guarda, não fez menção delas, mas, pelo contrário, fê-lo do monte, sua ermida e a romaria.

### Primeiras descobertas e referências

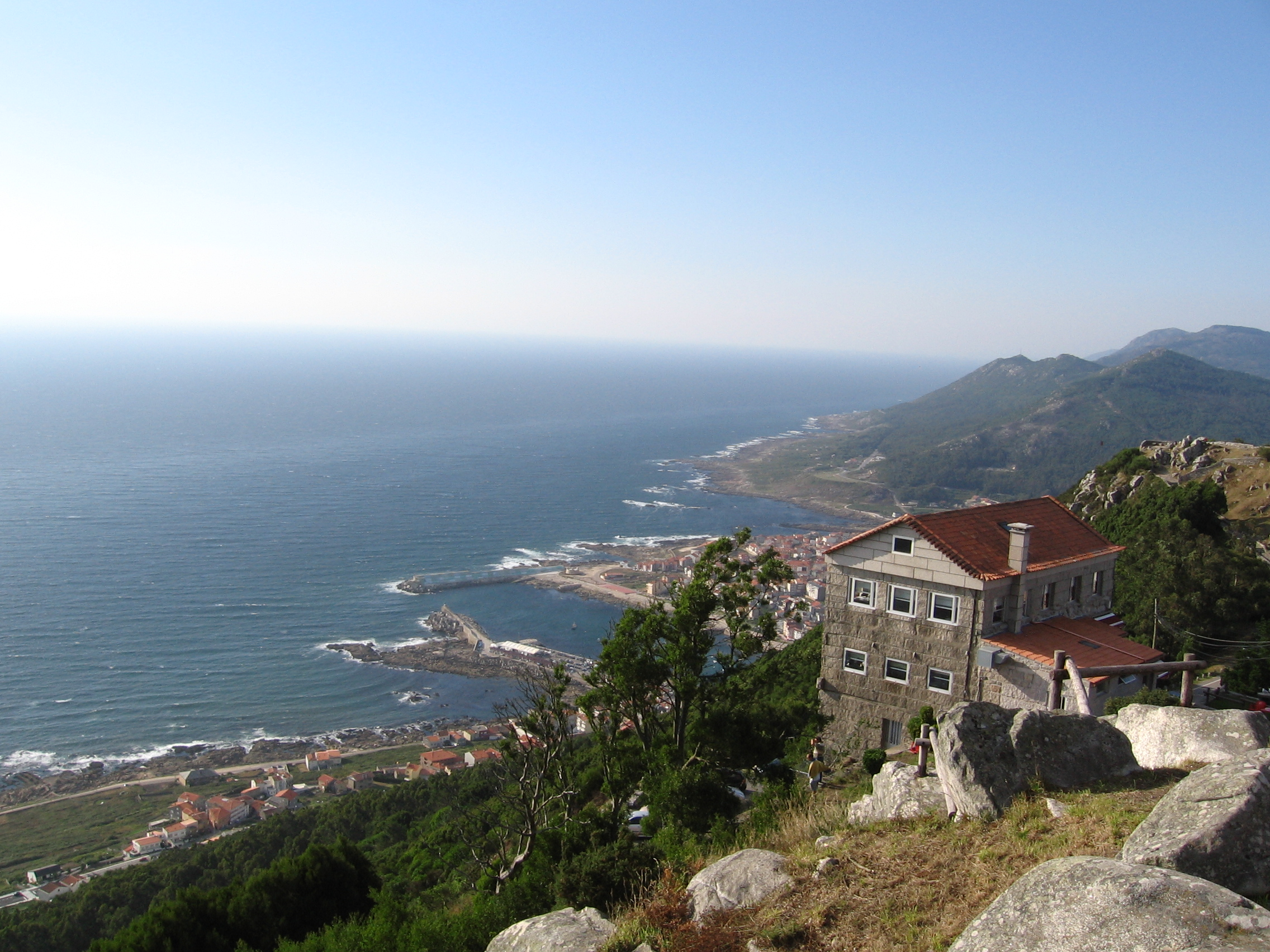
O oceano Atlântico desde o monte de Santa Trega.

A primeira descoberta da que se tem constância foi, em 1862, a de uma escultura de Hércules feita em bronze que foi encontrada por uns canteiros que trabalhavam perto da ermida. Esta escultura foi roubada do museu na década de 1970.
Na segunda metade do século XIX as ruínas começaram a ser valoradas na sua justa medida. Constatam-se as primeiras referências escritas das ruínas nos apontes arqueológicos de Ramón López García em 1864, e na testemunha de Manuel Murguía na sua obra "Historia de Galicia" em 1888, que deduze das ruínas um parentesco dos seus habitantes com a "raça" celta da família dos galos.
Já no século XX, foi criada na Guarda, em 1912, a Sociedade Pro-Monte de Santa Tecla, a qual um ano mais tarde promoveu a realização de obras de acondicionamento das cercanias da ermida e o traçado de uma rodovia de acesso ao cume. As obras desta rodovia puseram ao descoberto, no lugar conhecido como Campo Redondo, muros de edificações e alicerces de vãos da muralha exterior do castro.
Perante estas descobertas, a sociedade solicitou uma autorização oficial para iniciar escavações sistemáticas no lugar, autorização que foi concedida em 26 de Fevereiro de 1914, e na que se nomeou arqueólogo chefe a Ignacio Calvo Rodríguez, do Museu Arqueológico Nacional (Espanha).
A partir deste momento o sítio começou a aparecer nos meios de comunicação. Também em 1914 o cônego Domínguez Fontela, sem nenhum tipo de argumentação, atribuiu os restos à "civilização ibérico-romana" e identificou-os com a histórica Abóbrica mencionada por Plínio, o Velho (teoria ainda seguida na atualidade por alguns autores).

### Primeiras escavações (1914-1923)
Desde 1914 até 1923 o diretor dos trabalhos arqueológicos foi Ignácio Calvo, que foi dando a conhecer o resultado dos trabalhos em vários artigos. A Sociedade Pro-Monte também participa nos trabalhos da zona conhecida como a Fonte Nova. Calvo atribuiu ao povoado uma ocupação desde os inícios da Idade do Bronze até a época romana. Foi o primeiro autor em denominá-lo "citânia" (seguindo o exemplo da arqueologia portuguesa) e em falar da possibilidade de identificá-lo com o mítico Monte Medulio, onde os escritores clássicos situaram a também mítica derradeira e heróica resistência dos galaicos.

### As campanhas de Mergelina (1928-1933)
Entre 1928 e 1933, o catedrático da Universidade de Valladolid, Cayetano de Mergelina y Luna dirigiu, utilizando os mais avançados métodos da época, uma série de campanhas arqueológicas centradas, nomeadamente, na ladeira oriental, pondo ao descoberto grande quantidade de moradias e outros edifícios.
Em 1945 publicou o resultado dos seus trabalhos num estudo titulado "La citania de Santa Tecla. La Guardia (Pontevedra)". Seguindo as majoritárias "teorias invasionistas" do momento, datou o povoado com uma ocupação desde o século VI a.C. até o século III d.C., com uma nova ocupação no século V, e atribuiu-lhe aos seus habitantes uma natureza "post-hallstáttica" de origem celta.

### Período de abandono (1933-1979)
Em que pese a ter sido declarado Monumento Histórico Artístico Nacional em 1931, o sítio sofreu nesses anos a ampliação do traçado da rodovia de subida e um agressivo reflorestamento do monte que deterioraram gravemente o sítio.
Desde 1933, data da última campanha de Mergelina, os vestígios postos ao descoberto sofreram as conseqüências do seu abandono enchendo-se de vegetação. Este período de abandono durou até 1979.
Durante estes anos houve poucas e breves intervenções, como a de Manuel Fernández Rodríguez nas cercanias do edifício conhecido como Casa Florestal ou as reconstruções feitas em 1965 e 1972 em duas moradias a ambos os lados da rodovia, reconstruções que, do ponto de vista científico, apresentam sérios problemas de fidelidade, mas que se tornaram em pouco tempo num ícone da cultura castreja.
Esta etapa de abandono terminou em 1979, quando Alfredo García Alén dirigiu trabalhos de limpeza e consolidação das estruturas mais próximas à rodovia, trabalhos estes promovidos pelo Ministério de Cultura (Espanha).

### Campanhas de 1983 a 1988

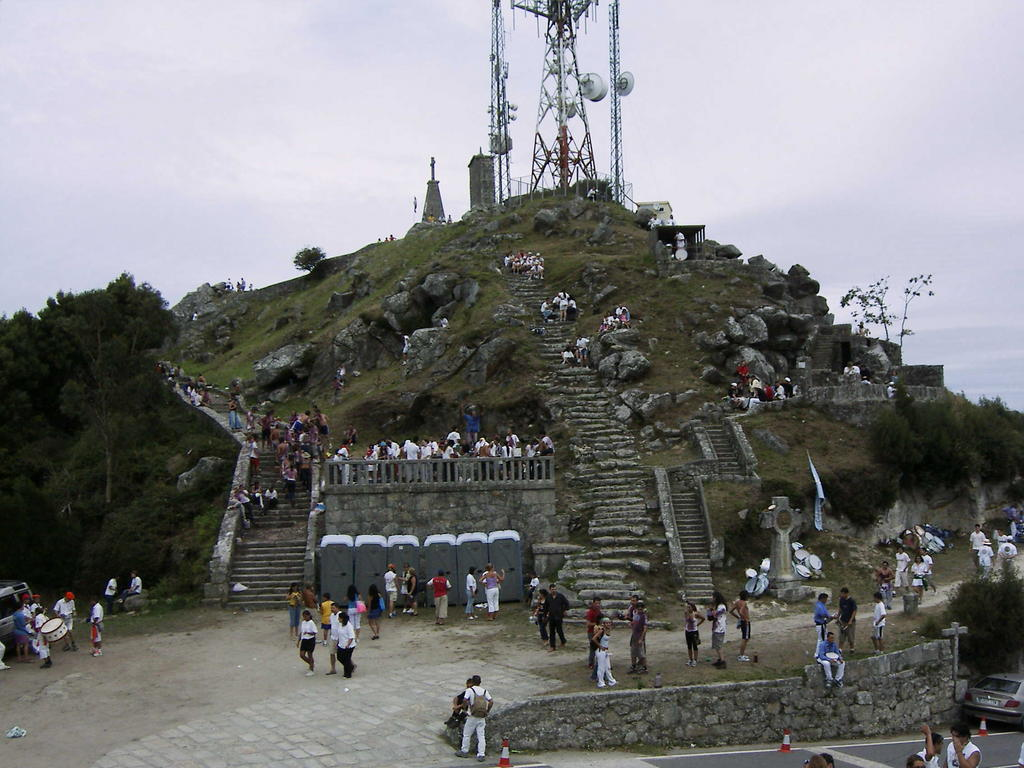
Cume do monte, conhecido como Pico de São Francisco, com a ermida e o repetidor.

Em 1983, com a colaboração econômica da Junta da Galiza e o concelho da Guarda, o arqueólogo Antonio de la Peña Santos dirigiu uma equipa do Museu de Pontevedra iniciando um novo período de escavações sistemáticas. Esta etapa centrou-se na esquina setentrional do povoado.
As estruturas descobertas nestas campanhas e nas anteriores foram consolidadas nesses mesmos anos por uma equipa dirigida por Montserrat García Lastra Merino.
Desde 1988 não se realizaram mais trabalhos arqueológicos.

### Na atualidade
Já em 1996 a Conselharia de Cultura e Desporto (Junta da Galiza) anunciara na prensa que empreenderiam ações para o aproveitamento sociocultural desta jazida. Em Julho de 2006 a Conselharia  anunciou um plano diretor para o sítio arqueológico de Santa Trega, que incluirá a proteção de tudo o monte, novos trabalhos arqueológicos, etc.
A visita ao monte não é gratuita, porém o sítio carece de vigilância e a quantidade de visitantes sem guia faz que as estruturas sofram importantes deteriorações.

## Os povoadores do castro
Seguindo os autores clássicos como Plínio, o Velho, Pompônio Mela, Apiano, Ptolomeu… o extremo sudoeste da atual Galiza estaria povoado pela comunidade dos Gróvios, cuja cidade mais importante seria o Castelo Tide ou Tude, a atual Tui. Seguindo a teoria de Antonio de la Peña Santos:
| “ | Os castros galaicos não foram, pois, habitados por celtas no estrito sentido senão por galaicos só muito remotamente aparentados com o que se leva entendendo como culturas célticas continentais, com as quais talvez compartilhassem um fundo linguístico comum dentro do grupo indo-europeu. | ” |

Interpretando os achados arqueológicos tratar-se-ia de um povo com uma estrutura igualitária (construções de tamanhos semelhantes), com um caráter pacífico pouco belicoso (sistemas defensivos mais simbólicos que efetivos) e com uma economia agrária (proximidade às terras férteis, aproximadamente a 1 ou 2 km de distância), mas com certa capacidade aquisitiva e comercial (abundosos produtos forâneos).
Com o tempo e produto das reformas dos imperadores da dinastia Flaviana e a progressiva implantação do sistema romano de exploração, os habitantes do povoado começaram um lento abandono para assentar-se nas novas vilas e vicos, situadas nos vales e próximas às terras de maior valor produtivo.

### Economia da comunidade
A importância dos cereais na economia da comunidade fica patente nos numerosos moinhos manuais de pedra encontrados disseminados por toda a zona escavada, a maioria deles tardios moinhos circulares, que alguns autores põem em relação à influência romana.
Outros instrumentos encontrados como machados, enxós, podões e fouces de bronze e ferro falam do trabalho agrícola.
Destacam-se as grandes quantidades de "seixos de talhe mono-facial, nódulos discoidais muito regulares encontrados sobre os pavimentos interiores das estruturas. Seu primitivo desenho (similar aos seixos talhados, utensílios líticos muito rudimentares e antigos, do Paleolítico Inferior) e sua possível utilidade causa estranheza entre os estudiosos.
A coleta de frutos silvestres seria outra fonte de recursos testemunhada nomeadamente nos restos de bolotas carbonizadas encontradas.
Para o estudo dos restos orgânicos são fundamentais os cuncheiros, dos que constataram vários no sítio. Eles testemunham, além da atividade de exploração de recursos marinhos, a exploração pecuária das espécies de ovi-caprinos (Ovis aries e Capra hircus), bovinos (Bos taurus) e galináceas (Gallus gallus). Ressalta a ausência de porco doméstico.
Em relação à pesca encontraram-se três anzóis de bronze e dois de ferro, e restos ósseos de exemplares das famílias Sparidae, Gadidae, Lavridade e Morenidae, espécies seguramente capturadas desde o mesmo litoral. Dos restos procedentes do marisqueio mais da metade pertencem à lapa (Patella vulgata), seguida em quantidade pelo mexilhão (Mytilus galhoprovinciális), o caramujo (Littorina littorea) e o bígaro (Monodonta lineata). Cabe destacar a ausência de espécies próprias de zonas de areal.
Entre as atividades artesanais testemunhadas, a mais estendida é a têxtil, testemunhada na grande quantidade encontrada de pesas de tear, fusaiolas e nas agulhas de bronze com olho ovalado (todas retas salvo uma). Pela contra são escassos os achados relativos à atividade metalúrgica, só alguns troços de crisol e algum molde de pedra.
A atividade comercial deveu ser de grande importância, tanta que sua própria situação viria determinada pelo seu valor logístico para a navegação comercial marítima de cabotagem como também para a fluvial (remontando o curso baixo do Minho). Com a chegada dos romanos, a comunidade incorporar-se-á ao complexo sistema comercial marítimo e terrestre do império.
O achado de grande quantidade de restos cerâmicos de ânforas confirma este comércio. A maior parte destes correspondem a modelos usados para o transporte de vinhos, outros modelos seria para o azeite (nomeadamente para servir de combustível das lucernas) e outras mercadorias.
As peças cerâmicas encontradas, de vidro e outros materiais, reforçam a importância deste comércio com o mundo romano (cerâmicas campaniformes, de terra sigillata).
Por último, o quase centenar de moedas encontradas, nomeadamente dos governos de Augusto (r. 27 a.C.-14 d.C.) e Tibério (r. 14-37), um grupo de época republicana e outro conjunto de exemplares cunhados nas fábrica de moedas do vale do Ebro, achegam um novo dado sobre o processo de incorporação ao novo sistema comercial que estava a viver esta comunidade.

## Descrição

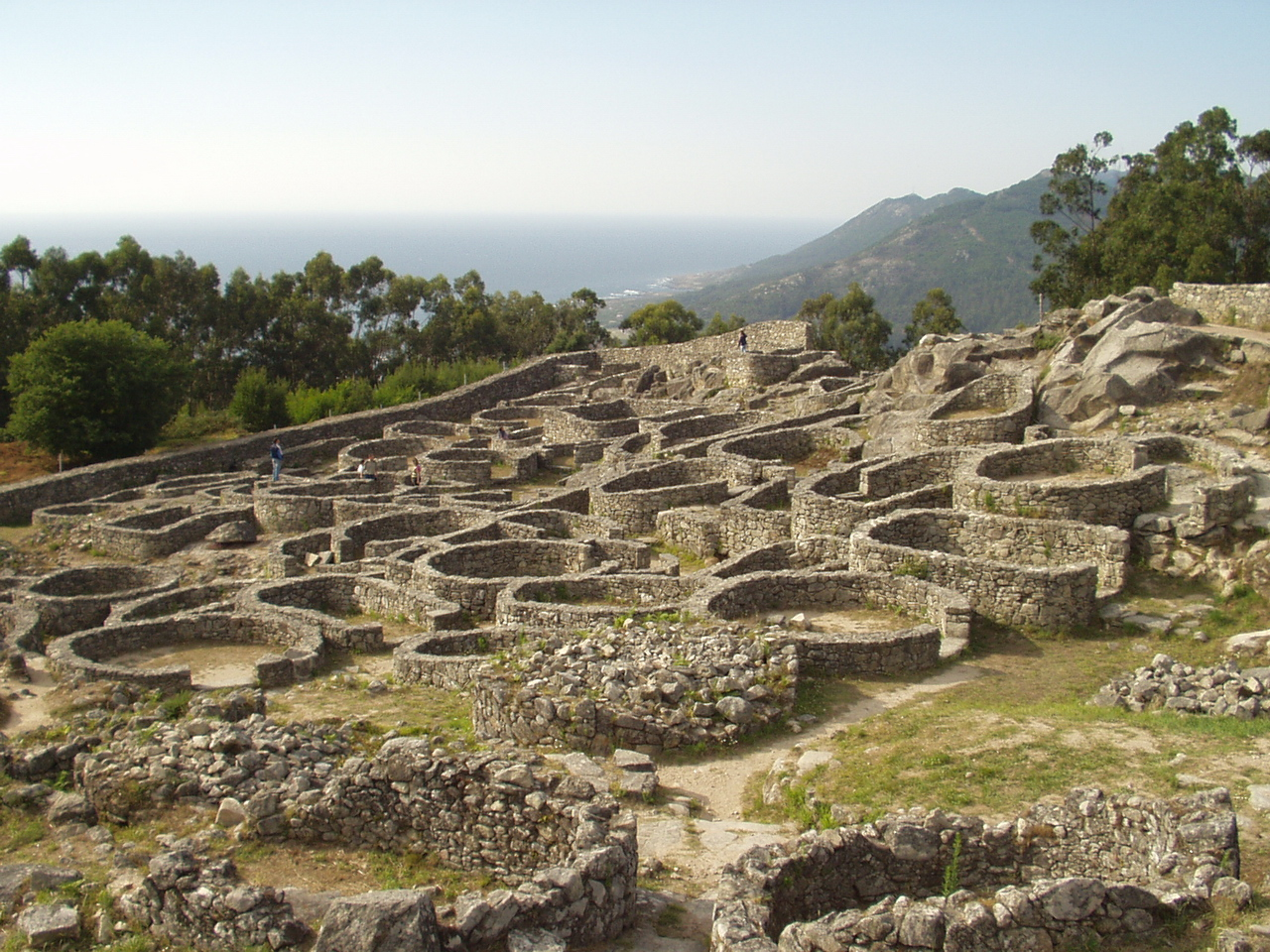
Vista do bairro setentrional.

Trata-se de um povoado castrejo-romano com uma ocupação tardia dentro da cultura castreja. Seguindo as últimas escavações feitas  sua ocupação é datada entre o século I a.C. e o século I d.C., num período no que o processo de romanização do noroeste peninsular já começara. Seu abandono coincidiria com as reformas administrativas levadas a cabo pelos imperadores da Dinastia Flaviana.
Contudo, o sistema construtivo reflete uns modos construtivos muito respeitosos com a tradição castreja (predomínio quase absoluto de construções circulares frente às retangulares) e pouco influenciado pela presença romana (sempre urbanisticamente falando), se bem que estudos mais pormenorizados poderão achegar mais dados sobre esta maior ou menor influência romana.
Dentre a totalidade do escavado, o qual representa uma percentagem muito baixa do tamanho estimado do assentamento, na atualidade apenas é visitável a zona setentrional escavada na década de 1980 e algumas construções da zona mais alta do monte. A zona ou bairro oriental escavado por Mergelina e o escavado por outras equipas encontram-se cobertos por mato e árvores, e quase não é perceptível. Este estado de abandono faz impossível seu estudo. Isto, junto com a inexistência de uma planimetria do sítio, torna muito complicado o estudo em conjunto do povoado.

### Dimensões
Está delimitado por uma simples muralha, que acolhe uma extensão de terreno com uns eixos máximos de 700 metros (Norte-Sul) e 300 metros (Leste-Oeste). Embora estas dimensões não estejam devidamente confirmadas e a visão atual que se tem do sítio fique subordinada às sistemáticas empregues no seu estudo arqueológico, à baixa percentagem de terreno escavado e aos estragos que tiveram lugar desde sua descoberta (rodovia, construções no cume, reflorestamento, etc.).
Caso de posteriores estudos confirmarem estas dimensões, seria um dos maiores castros dos encontrados por enquanto, tanto em terras galegas como do norte de Portugal.

### A muralha
No desenho da muralha semelha primar uma função de delimitação do terreno respeito ao seu entorno, frente às funções defensivas ou dissuasórias.
A muralha foi realizada em alvenaria travada com barro, não ultrapassando os 160 cm de grossura máxima, carece de cimentação e, por enquanto, não se têm encontrado acessos interiores a elas, como escadas ou rampas.
Abre-se a porta Norte no seu extremo nordeste com um corpo de guarda à direita. Para o extremo meridional, e atualmente não visível pela vegetação, abre-se outra porta com um sistema de acesso em ângulo reto.
O sistema de comunicações no interior da zona setentrional baseia-se num caminho de ronda pegado à muralha que rodeia as construções.

### As cabanas

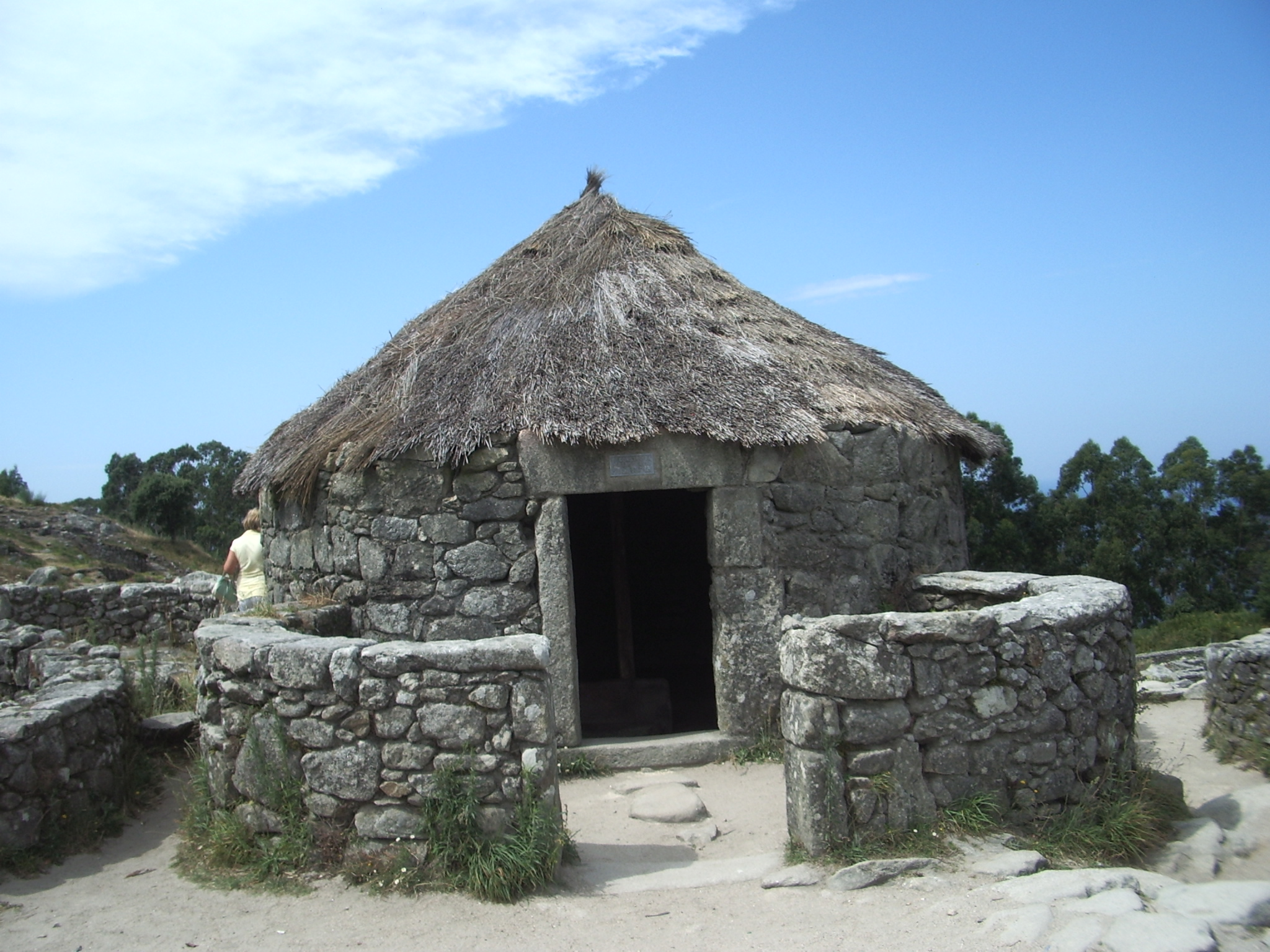
Moradia reconstruída.

Quase todas elas têm plantas circulares ou ovaladas e são isentas, não compartilhando paredes medianeiras salvo contadas exceções. Também são exceção as poucas cabanas com planta retangular, e estas apresentam, na sua maioria, cantos em arco.
A grossura das suas paredes costuma ser bastante uniforme, cerca de 40 cm de média, e com um melhor acabado para o exterior. A grande maioria é de pequenas dimensões.
Assentam-se diretamente sobre a rocha mãe e seus muros estariam recobertos com um morteiro de cal e areia. Restos de pigmentação encontrados indicariam que os recebados estariam tintados com diferentes cores.
Muitas das cabanas apresentam um vestíbulo de acesso, o qual é interpretado por muitos autores como um influxo mediterrâneo adaptado às características das construções indígenas.
No interior, algumas apresentam bancos acaroados, e o pavimento em alguns casos é de terra pisada e em outros de laje. Em muitos dos limiares de entrada podem-se ver os gonzos, buracos nos quais se ajustariam as portas.
Neste castro têm-se encontrado uma boa quantidade de jambas e lintéis monolíticos decorados com formas geométricas, cordados, entrelaçados. Também se encontraram, embutidos nos muros, blocos monolíticos cilíndricos de não muito grandes dimensões e com uma das suas caras decoradas com formas geométricas como espirais, trísceles, rosáceas ou molinetes. Outros elementos, como peanhas ou os chamados amarradouros, apresentam decorações similares e também representações de animais.

Este tipo de decoração, segundo Antonio de la Peña Santos: 
| “ | põe de relevo a existência de uma plástica própria e peculiar do mundo castrejo, produto da assimilação e reelaboração de temas ornamentais de filiação mediterrânea | ” |

Em relação ao sistema de cobrimento, a teoria tradicional defende um cobrimento com um telhado cônico sustentado por um poste central, mas esta teoria não encontra o referendo dos achados arqueológicos, pois não se tem encontrado o buraco para fixar o poste central e nesse lugar central costumam estar as lareiras para a combustão. Por esta falta de referendo das testemunhas arqueológicas cabe pensar num sistema de cobrimento que descarrega sobre os muros diretamente. Do mesmo jeito não existem provas que façam desbotar a possibilidade de um cobrimento em forma cônica, plana ou a duas águas. Porém, sim se tem constatado o uso de materiais vegetais para seu cobrimento, reforçados por cordas retesadas por lajes perfuradas (pesas) que pendurariam do beiral.
Como é lógico, não todas as cabanas teriam um uso habitacional, as moradias seriam aquelas de maiores dimensões e com um aparelho de maior qualidade (algumas com esses lintéis e elementos decorados já mencionados), com vestíbulo e que apresentam cuidados pavimentos de saibro e com lareiras no centro da estância. No vestíbulo encontrar-se-ia um simples forno.
Outro grupo de construções, que podemos denominar genericamente armazéns, semelhantes em número teriam usos diferentes aos de habitação pelo que apresentam uma tipologia menos elaborada e uma construção menos cuidada que as habitacionais e com um limiar mais peralteado. No interior destas construções encontraram-se restos de ânforas, algum moinho, seixos para talhar, etc.
Estas construções adaptam-se ao terreno com a ajuda de pequenos muretes de terraço que delimitam o espaço. A distribuição urbanística caracteriza-se pela presença de grupos de construções formando conjuntos perfeitamente individualizados. Trata-se das conhecidas como Unidades familiares (outros autores falam de Casas pátio) formadas pelas correspondentes moradias e armazéns, estruturados em torno a um pequeno pátio comum, muitas vezes lajeado.
O urbanismo do sítio inclui uma complexa rede de canais de drenagem de águas pluviais situadas sob os pavimentos e chãos, e em ocasiões na superfície, esculpidas sobre a rocha base e cobertas com lousas. Em ocasiões estas águas são canalizadas para algibes escavados na rocha e revestidos com uma argamassa impermeabilizadora.
Esta ordenação interna do espaço aparece condicionada pela muralha, possível primeiro elemento em ser levantado, o que faz pensar a De La Peña Santos na existência de um planejamento minucioso prévio à edificação das cabanas.

### Os petróglifos

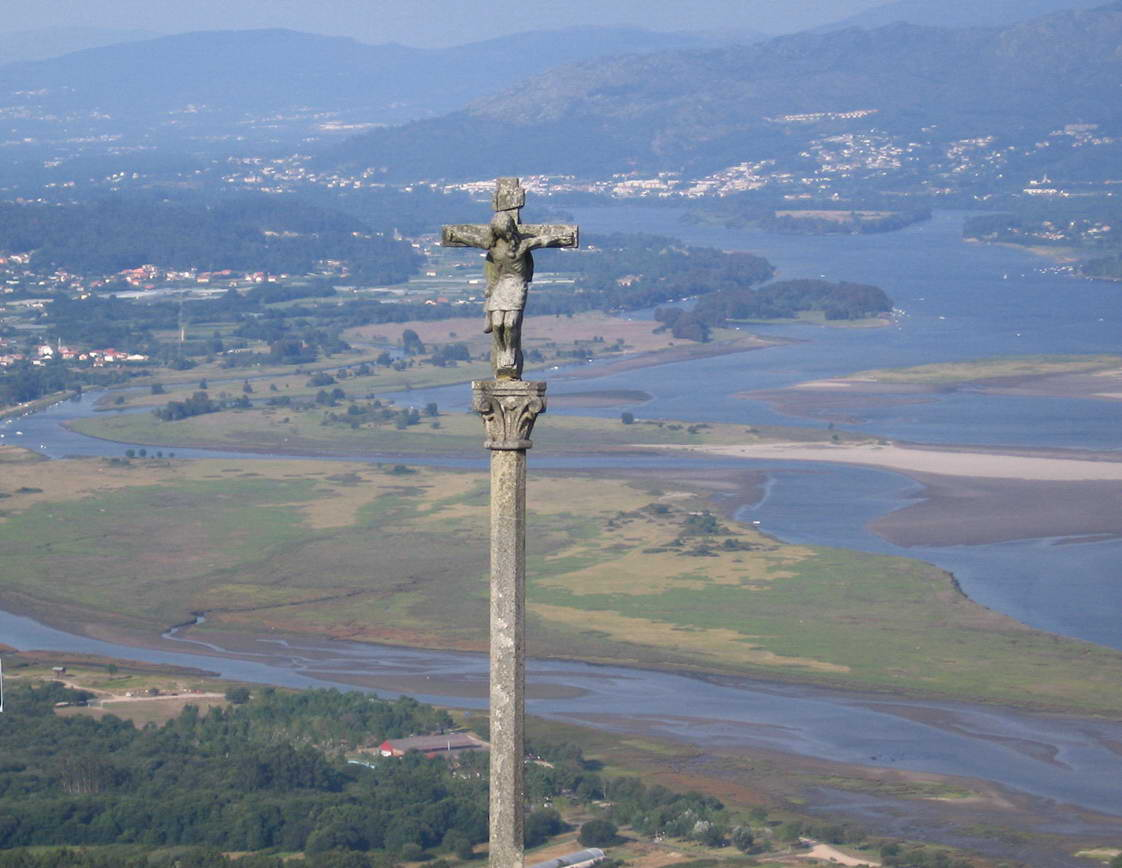
Cruzeiro em Santa Trega com o rio Minho de fundo.

Na mesma zona onde se levantou o povoado tem-se comprovada a presença humana cerca de 2000 anos atrás. Testemunhas desta presença são as gravuras rupestres que deixaram em várias localizações do posterior castro. Muitos destes petróglifos foram tapados pelas estruturas levantadas no momento da construção do castro.
Entre as diferentes representações que ainda hoje são perceptíveis, representações geométricas, destaca-se a conhecida como Laje Sagrada ou Laje do Mapa que, situada na parte alta do monte, está composta por várias espirais, círculos concêntricos e traços lineais mais ou menos paralelos. Os seus descobridores interpretaram que se tratava de um mapa da desembocadura do Minho, hipótese que carece de fundamento cientista. Próxima a esta, entre dois muros que a tapam parcialmente, encontra-se outra rocha com gravuras similares.
Estas gravuras não têm nenhuma relação com o castro, já que são produto de uma sociedade que se desenvolveu 2000 anos antes, na etapa final do neolítico galego.

### Achados de materiais
Além dos achados já mencionados pode-se salientar a grande quantidade de restos cerâmicos encontrados, feito comum aos castros galaicos, tanto de cerâmica indígena, caracterizados por ter pastas obscuras modeladas à mão ou com torno lento, quanto numerosos restos de outras variedades típicas do mundo romano, tais como a cerâmica campaniforme, de característico verniz verde e troços de terra sigillata, com o seu característico verniz vermelho, como também restos da chamada cerâmica comum romana. Também se tem encontrado troços de um kalathos ibérico pintado. Entre os restos cerâmicos também se encontraram troços de lucernas.
Abundosos foram também os achados de troços de vidros romanos de variadas formas e tonalidades. Destacam duas tigelas fragmentadas de vidro policromo de uma variedade muito escassa conhecida como vidro mosaico ou millefiori, própria das oficinas orientais da primeira metade do século I d.C., e que pela sua qualidade podem considerar-se das melhores encontradas até o momento na Península Ibérica. Finalmente, também se encontraram grande quantidade de contas de colar feitas de vidro e fichas de jogo no mesmo material, estas últimas pode que vinculadas à aparição de algum tabuleiro de pedra quadriculado de tipo romano, conhecido como tabula latrunculata.
Os achados metálicos, pouco abundosos nas terras galegas pela acidez do terreno, também estão presentes no sítio em forma de troços de caldeiros, sítulas de bronze e facas de lâmina plana de bronze que fariam parte do enxoval doméstico dos habitantes do castro.
A ourivesaria também tem sua presença, com dois remates de torques feitos em chapa de ouro. Um deles, de grande qualidade artística, apresenta forma globular acabada em escócia e profusa decoração geométrica e com um tríscele na base do extremo. Pingentes de bronze de variadas formas, troços de pulseiras e braceletes também em bronze fazem parte dos achados, como também anéis romanos de bronze.
Relacionados com a vestimenta, têm-se encontrado fivelas em bronze de diversas tipologias, em Omega, de braço longo, etc.
Finalmente, os escassos achados no sítio de restos de armamento reduzem-se a umas quantas pontas de dardo de ferro, dois regatões de bronze, um punhal romano de ferro (púgio) com rebites em bronze e restos da bainha, uma espada de antenas terminadas em botões bitroncocônicos e folha de ferro. Estas duas últimas, peças tardias, as quais se considera que, mais que como armas propriamente ditas, foram usadas como elementos de distinção social.
A todos estes elementos haveria que somar a desaparecida estatueta em bronze que representava um Hércules e que fora encontrada em meados do século XIX nas proximidades da ermida.

## O Museu
Nos anos em que Ignácio Calvo escavou em Santa Trega (1914-1923), os achados destes trabalhos começam a ser expostos num local da Guarda, gérmen do museu que anos mais tarde se abriu na cima do monte.
Em 1943 a Sociedad Pro-Monte adquiriu um edifício na parte alta do monte que fora desenhado pelo arquiteto Antonio Palacios para uso como restaurante. A este edifício transladaram as peças encontradas nas escavações, as quais configuraram o atual museu, sendo inaugurado em 23 de Julho de 1953 com a presença dos arqueólogos assistentes ao III Congreso Nacional de Arqueoloxía.